# Рудиано
Рудиа̀но (на италиански: Rudiano, на източноломбардски: Rudià, Рудия) е градче и община в Северна Италия, провинция Бреша, регион Ломбардия. Разположено е на 117 m надморска височина. Населението на общината е 5803 души (към 2013 г.).